# Гребенюк Володимир Іванович
Володи́мир Іва́нович Гребеню́к (24 вересня 1936, Кропоткін, Краснодарський край — 21 грудня 2024, Москва) — радянський воєначальник, політпрацівник. Генерал-полковник (1991).

## Біографія
Народився 24 вересня 1936 року в місті Кропоткін Краснодарського краю. Закінчив Муромське військове училище зв'язку, історичний факультет Московського педагогічного інституту та Військово-політичну академію ім. В. І. Леніна.
На військовій службі з 1954 року. Служив на командних та політичних посадах у Московському, Ленінградському, Прикарпатському військових округах, у Південній групі військ. Перебував на військово-дипломатичній роботі в республіці Куба та Афганістані.
Був членом Військової Ради — начальником політуправління Центральної групи військ, Західної групи військ, заступником начальника Головного політичного управління Радянської армії та Військово-Морського Флоту СРСР.
У запасі з 1992 року.
З 1992 по 1999 роки працював у Військово-меморіальному центрі Генерального штабу, Військово-історичному центрі Збройних Сил РФ, був заступником директора Російського військового історико-культурного центру при Уряді Російської Федерації.
Керівник Громадської організації ветеранів Головного політуправління Радянської армії та Військово-Морського флоту та Головного військово-політичного управління (ГВПУ) Збройних сил Російської Федерації «Соратники» до 2020 року, перший заступник голови Загальноросійської громадської організації ветеранів «Російський Союз ветеранів» (2013—2020).
Помер 21 грудня 2024 року на 89-му році життя після тривалої хвороби.

## Особисте життя
Є син Сергій та донька Тетяна.

## Нагороди
- Орден «Червоної Зірки».
- Орден «За службу Батьківщині у ЗС СРСР» 2-го ступеня.
- Орден «За службу Батьківщині у ЗС СРСР» 3-го ступеня.
- Медалі СРСР.
- Медалі РФ.
- Медалі іноземних держав.